# Thành phố México
Thành phố México (tiếng Tây Ban Nha: Ciudad de México) hay Đặc khu Liên bang (Distrito Federal), là thủ đô của México. Thành phố này có mật độ đô thị lớn nhất tại México cũng như tại châu Mỹ và là trung tâm của vùng đô thị lớn thứ ba thế giới về quy mô dân số, sau Seoul và Tokyo. Đây là một thực thể liên bang của México và không thuộc bất kỳ bang nào trong tổng số 31 bang của đất nước. Thành phố México là trung tâm chính trị, kinh tế và văn hóa quan trọng nhất của đất nước.
Thành phố México là một thành phố toàn cầu . Đây là một trong những trung tâm tài chính quan trọng nhất tại Bắc Mỹ. Thành phố nằm trên Thung lũng México, một thung lũng lớn trên một cao nguyên ở trung tâm của đất nước México với độ cao trung bình 2.240 mét (7350ft).
Dân số của thành phố năm 2020 là 9.209.944 người , với diện tích đất là 1.495 km². Theo số liệu mới nhất của chính phủ liên bang và khu vực, dân số của vùng Đại đô thị Mexico là 21.804.515 người. Đây là khu đô thị lớn thứ sáu trên thế giới, lớn thứ hai ở Bán cầu Tây (sau São Paulo, Brazil), và là thành phố nói tiếng Tây Ban Nha lớn nhất trên thế giới. Thành phố Mexico có GDP là 411 tỷ đô la vào năm 2011 và là một trong những khu vực đô thị có nền kinh tế lớn nhất trên thế giới. Thành phố này chịu trách nhiệm tạo ra 15,8% GDP của Mexico, và khu vực đô thị chiếm khoảng 22% GDP của đất nước. Nếu nó là một quốc gia độc lập vào năm 2013, Thành phố Mexico sẽ là nền kinh tế lớn thứ năm ở Châu Mỹ Latinh.
Thành phố Mexico là thủ đô cổ nhất ở Châu Mỹ và một trong hai thành phố được thành lập bởi người dân bản địa. Thành phố ban đầu được xây dựng trên một nhóm hòn đảo trên Hồ Texcoco bởi người Mexica vào khoảng năm 1325, dưới tên gọi Tenochtitlan. Nó đã bị tàn phá hoàn toàn trong cuộc bao vây Tenochtitlan năm 1521 và sau đó được thiết kế và xây dựng lại theo tiêu chuẩn đô thị Tây Ban Nha. Năm 1524, thành phố Mexico City đã được thiết lập, được biết đến với tên México Tenochtitlán, và từ năm 1585, nó chính thức được gọi là Ciudad de México (Mexico City). Thành phố Mexico đã đóng một vai trò quan trọng trong đế chế thuộc địa Tây Ban Nha như một trung tâm chính trị, hành chính và tài chính. Sau khi giành độc lập khỏi Tây Ban Nha, khu vực thủ đô liên bang được thành lập vào năm 1824.
Sau nhiều năm đòi hỏi quyền tự trị về chính trị lớn hơn, các cư dân thành phố cuối cùng đã được quyền bầu cử lãnh đạo chính phủ và các đại biểu Quốc hội một cách trực tiếp vào năm 1997. Kể từ đó, các đảng cánh tả (đầu tiên là Đảng Cách mạng Dân chủ và sau đó là Phong trào Tái sinh Quốc gia) đã kiểm soát cả hai nhánh hành pháp và lập pháp của thành phố. Thành phố này có một số chính sách tiến bộ, như cho phép phá thai, an tử, ly hôn không cần bằng chứng, hôn nhân đồng giới, và thay đổi giới tính hợp pháp. Vào ngày 29 tháng 1 năm 2016, thành phố không còn được gọi là Liên bang Thủ đô (Distrito Federal hoặc D.F.) và hiện chính thức được biết đến là Ciudad de México (hoặc CDMX), với một mức độ tự trị cao hơn. Tuy nhiên, một điều khoản trong Hiến pháp của Mexico đã ngăn chặn nó trở thành một bang trong liên bang Mexico, miễn là nó vẫn là thủ đô của đất nước.

## Lịch sử
Những dấu hiệu sớm nhất về việc con người sinh sống trong khu vực của Thành phố Mexico là của "Người phụ nữ Peñón" và những hoá thạch được tìm thấy tại San Bartolo Atepehuacan (Gustavo A. Madero). Thời điểm tồn tại của những dấu vết này được cho là tương ứng với thời kỳ Cenolithic thấp (9500–7000 trước Công nguyên). Tuy nhiên, một nghiên cứu năm 2003 đã đặt tuổi của Người phụ nữ Peñón là 12.700 tuổi (tuổi dương lịch), một trong những hóa thạch cổ nhất được phát hiện ở Châu Mỹ. Các nghiên cứu về DNA cho thấy người phụ nữ có thể là người gốc Á Âu hoặc Âu châu hoặc Úc bản địa.
Khu vực này đã là điểm đến di cư của các bộ lạc Teochichimecas trong thế kỷ 8 đến 13, những người đã tạo ra văn hóa Toltec và Mexica (Aztec). Người Mexica đến vào khoảng thế kỷ 14 và định cư quanh khu vực ở bờ Hồ Texcoco

### Thời kỳ Aztec

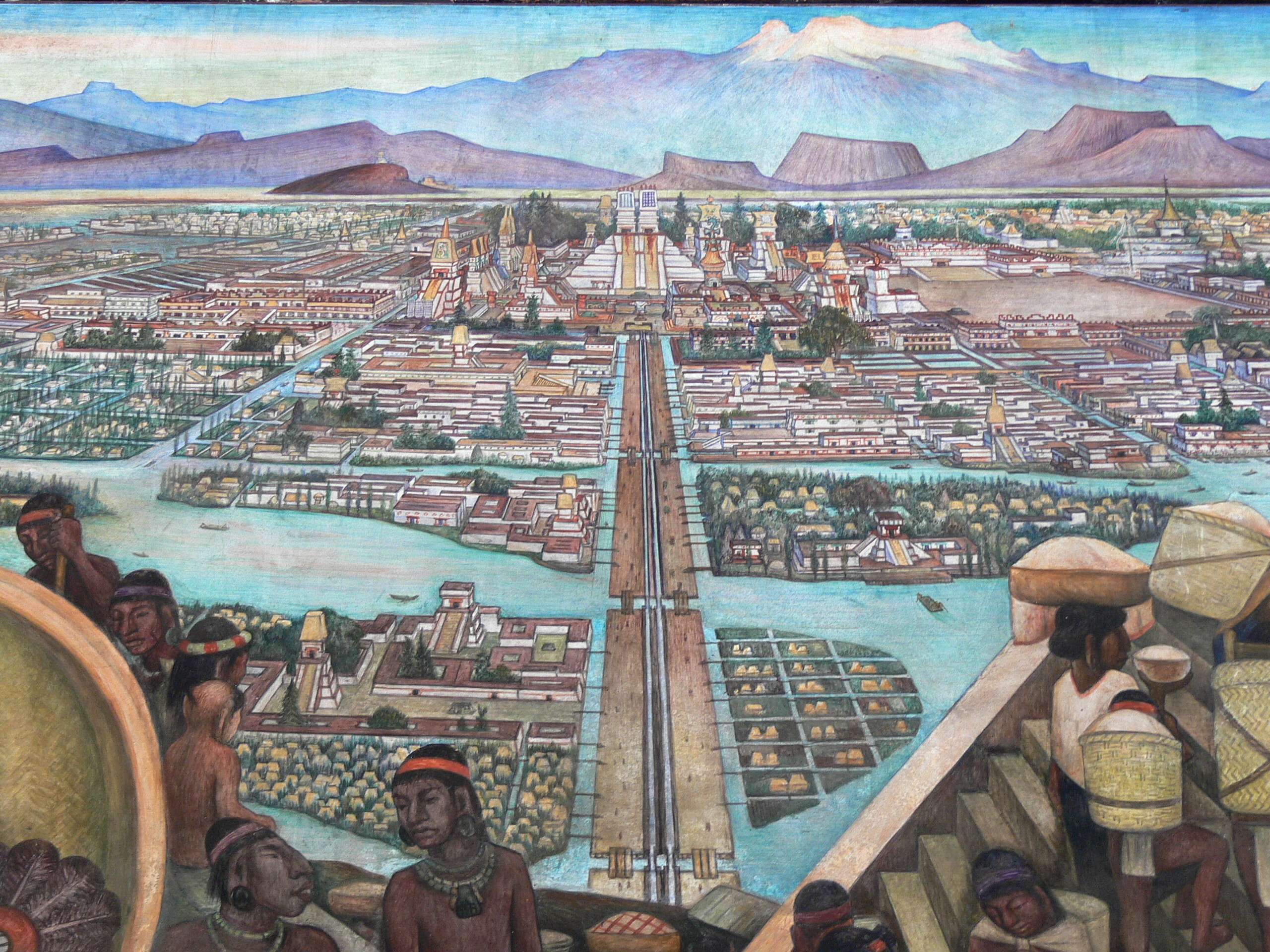
Chợ ở Tlateloco, Diego Rivera

Thành phố mà nay là thủ đô của đất nước México vốn được thành lập bởi những người da đỏ Mexica, hay còn gọi là người Aztec vào năm 1325 hoặc 1327. Thành phố Mexica cổ nay được đề cập đến là Tenochtitlan. Mexica là một nơi cuối cùng của những người nói tiếng Nahuatl, những người đã di cư đến sau sự sụp đổ của Đế chế Toltec. Sự hiện diện của họ đã gặp phải sự chống đối của những cư dân bản địa trong thung lũng, nhưng người Mexica đã thành lập dược một thành phố trên một hòn đảo nhỏ ở phần phía tây của hồ Texcoco. Bản thân người Mexica có hẳn một câu truyện về cách mà thành phố của họ được xây dựng, sau khi được Đấng tối cao Huitzilopochtli dẫn đường đến hòn đảo. Theo câu truyện, đấng tối cao đã cho biết quê hương mới của họ bằng một tín hiệu, một con đại bàng đã đậu trên một cây xương rồng với một con rắn trên mỏ của nó. Giữa các năm 1325 và 1521, Tenochtitlan đã phát triển cả về kích cỡ cũng như thực lực, cuối cùng đã chi phối các thành bang khác quanh hồ Texcoco, và tại Thung lũng México. Khi người Tây Ban Nha đến, Đế chế Aztec đã có phạm vi vươn tới nhiều nơi ở Trung Mỹ, giáp cả vịnh México cũng như Thái Bình Dương.

### Tây Ban Nha xâm chiếm
Sau khi hạ thủy ở Veracruz, Hernán Cortés đã nghe nói về một thành phố vĩ đại và cả những kình địch cũng như bất bình với thành phố này. Mặc dù Cortés đến Mexico chỉ với một đội quân nhỏ, ông ta đã có thể thuyết phục nhiều người dân bản địa cùng với ông ta tiêu diệt Tenochtitlan. Cortés đã lần đầu nhìn thấy Technochtitlan vào ngày 8/11/1519. Do mới nhìn thấy thành phố lần đầu, Cortés và những người lính của ông đã sững sờ vì vẻ đẹp và quy mô của thành phố. Những người Tây Ban Nha hành quân dọc theo bờ đất chính để vào thành phố từ phía Iztapalapa. Mặc dù Moctezuma đã đi ra khỏi trung tâm Tenochtitlan để chào đón họ và trao đổi quà biếu, sự thân thiết này đã không kéo dài lâu . Cortés đã quản thúc tại gia Montezuma và hy vọng quyền lực sẽ về tay ông . Căng thẳng tăng lên cho đến đêm ngày 30/6/1520, trong cuộc chiến thường được biết đến với tên gọi là "La Noche Triste", người Aztec đã nổi dậy chống lại sự xâm phạm của người Tây Ban Nha và đã bắt giam hoặc đuổi những người châu Âu và những đồng minh người Tlaxcalan của họ. Cortés tái lập lực lượng ở Tlaxcala. Người Aztec sau đó đã bầu chọn vị vua mới Cuitláhuac nhưng ông đã chết sau đó vài tháng vì bệnh đậu mùa; vị vua tiếp theo là Cuauhtémoc. Cortéc đã quyết định bao vây Tenochtitlan vào tháng 5 năm 1521. Trong ba tháng, thành phố đã phải trải qua sự thiếu thốn về lương thực, nước sạch cũng như việc lây lan bệnh đậu mùa do những người châu Âu mang đến. Cortés và những đồng minh của ông đã đưa lực lượng của họ lên phía nam của hòn đảo và chiến đấu trong thành phố trên từng con phố, từng ngôi nhà . Cuối cùng, Cuahtémoc đã đầu hàng vào tháng 8 năm 1521

### Tái thiết
Người Tây Ban Nha trên thực tế đã san bằng Tenochtitlan. Cortés đầu tiên định cư tại Coyoacán, nhưng đã quyết định xây dựng lại Aztec để xóa bỏ tất cả các dấu tích xưa. Cortés không thiết lập một lãnh thổ độc lập mà xây dựng một lãnh thổ được chế ngự do ông là lãnh đạo duy nhất, ông ta vẫn trung thành với hoàng gia Tây Ban Nha. Phó vương đầu tiên của lãnh thổ mới đã đến Thành phố México 14 năm sau đó. Vào lúc đó, thành phố đã trở lại thành một thành bang, có sức mạnh vượt ra xa ranh giới của nó Mặc dù người Tây Ban Nha duy trì các bố trí cơ bản của Tenochtitlan, họ đã xây dựng các nhà thờ Công giáo lên trên các ngôi đến Aztec và tuyên bố cung điện hoàng gia cũ là của họ . Tenochtitlan được đổi tên thành "México" cho người Tây Ban Nha dễ dàng phát âm .

### Thành phố thuộc địa

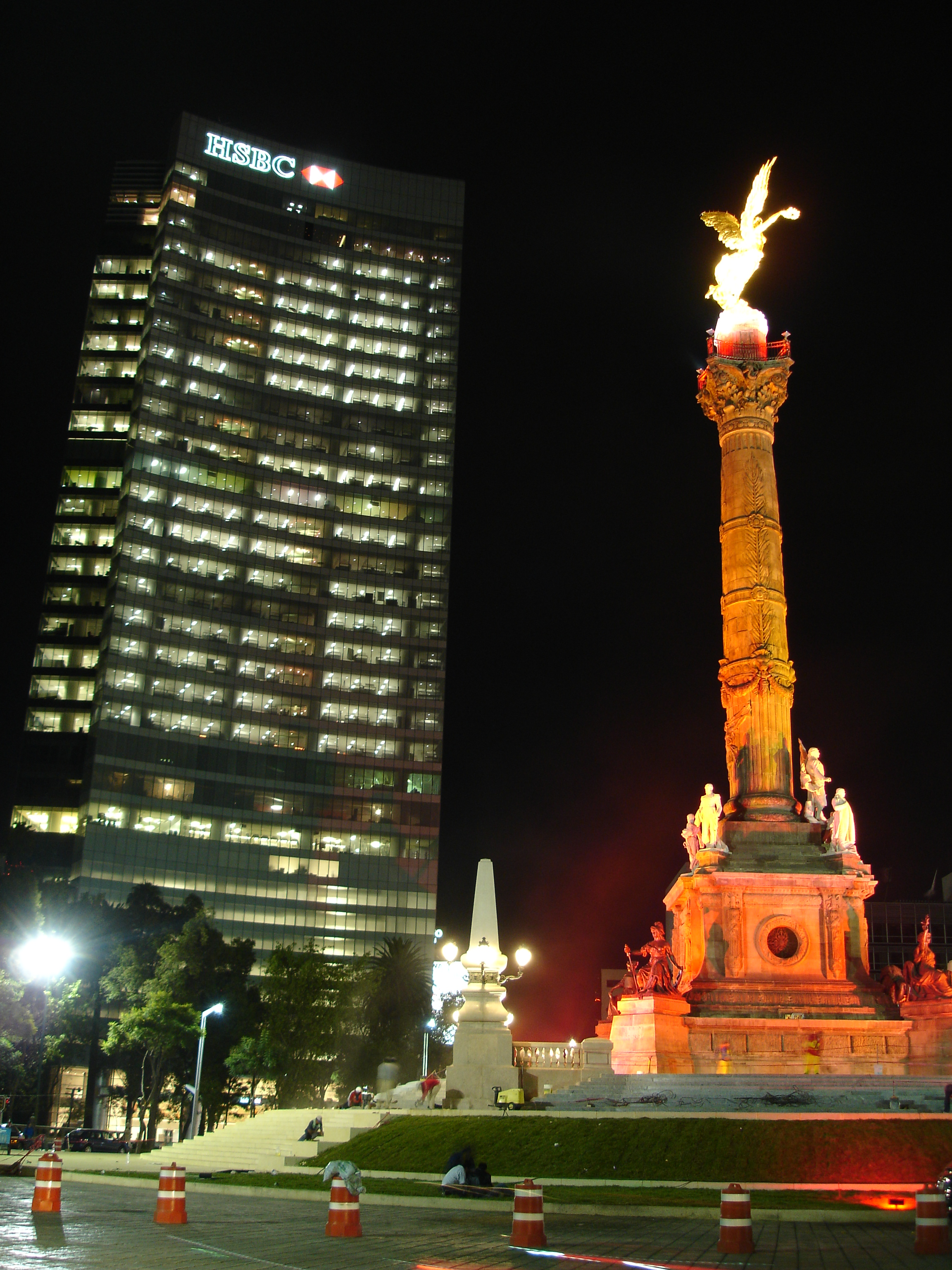
Tượng đài Ángel de la Independencia được xây dựng để kỷ niệm 100 năm ngày độc lập của México

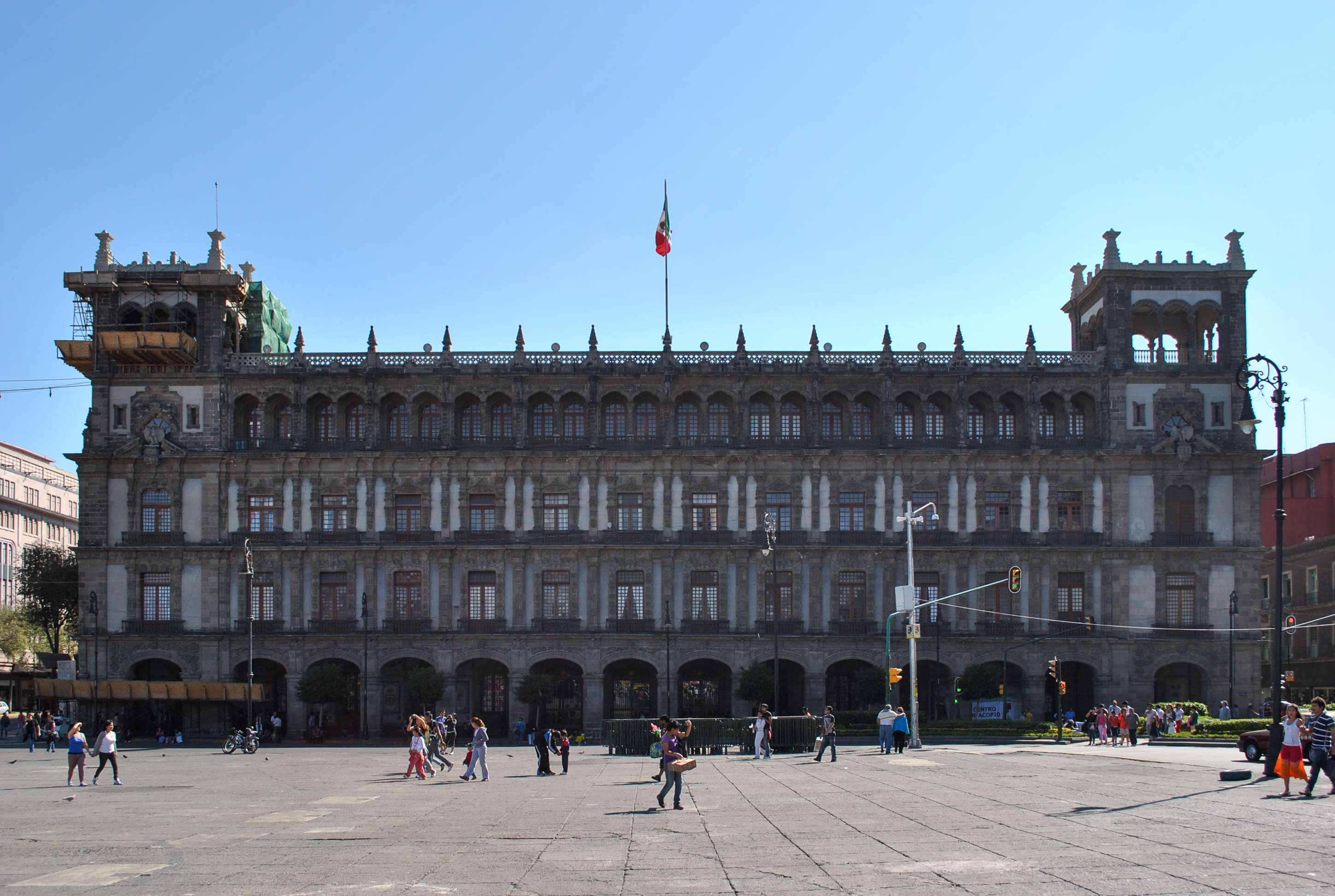
"Palacio de Ayuntamiento", nơi từng là trung tâm quyền lực thời kỳ Tây Ban Nha xâm chiếm

Thành phố phát triển cùng với sự gia tăng dân số, ngược lại là mực nước trong hồ. Thế kỷ 16 đã chứng kiến sự phát triển nhanh chóng của các nhà thờ, nhiều trong số chúng vẫn còn tồn tại đến ngày nay và trở thành các di tích lịch sử. Về mặt kinh tế, thành phố México trở nên phồn thịnh là nhờ vào việc giao thương. Không giống như Brasil hay Peru, Mexcio có thể dễ dàng tiếp cận với cả các nước ở Thái Bình Dương cũng như Đại Tây Dương. Mặc dù hoàng gia Tây Ban Nha đã thử chỉnh đốn hoàn toàn tất cả ngành thương nghiệp trong thành phố, nhưng việc này đã chỉ thành công một phần . Một cách mà người Tây Ban Nha đã thử kiểm soát hoàn toàn là tôn giáo, nhưng sự thành công không được trọn vẹn. Người bản địa vẫn thi hành các phong tục của mình cùng với các nghi thức của Công giáo La Mã.
Khái niệm về tầng lớp quý tộc phát triển ở Tân Tây Ban Nha theo một cách không giống như những nới khác ở châu Mỹ. Người Tây Ban Nha đã chạm trán với một xã hội mà ở đó khái niệm về tầng lớp quý tộc đã phản ánh chính họ. Người Tây Ban Nha tôn trọng những người bản địa thuộc tầng lớp quý tộc và gia nhập nó. Các thế kỷ tiếp theo, một danh hiệu quý tộc ở Mexico không có nghĩa là có quyền lực chính trị vô cùng lớn và quyền lực của một người bị hạn chế khi sự giàu có của họ không còn . Khái niệm về quý tộc ở México nói chung không liên quan đến địa vị chính trị nhưng phần nào vẫn là một xã hội Tây Ban Nha bảo thủ, dựa trên thế lực của gia đình. Hầu hết các gia đình này chứng tỏ giá trị của mình bằng việc thử vận may ở những vùng đất bên ngoài các thành phố ở Tân Tây Ban Nha, sau đó giành những thu nhập này cho thủ đô, xây dựng những nhà thờ, làm từ thiện và xây những cung điện nguy nga. Việc say mê xây dựng ngôi nhà sang trọng nhất có thể đã lên tới đỉnh vào nửa cuối của thế kỷ 18. Nhiều căn nhà trong số đó vẫn còn cho tới nay, khiến cho thành phố México có biệt danh là "Thành phố của những cung điện" do Alexander Von Humboldt đặt.

### Thời kỳ đầu độc lập

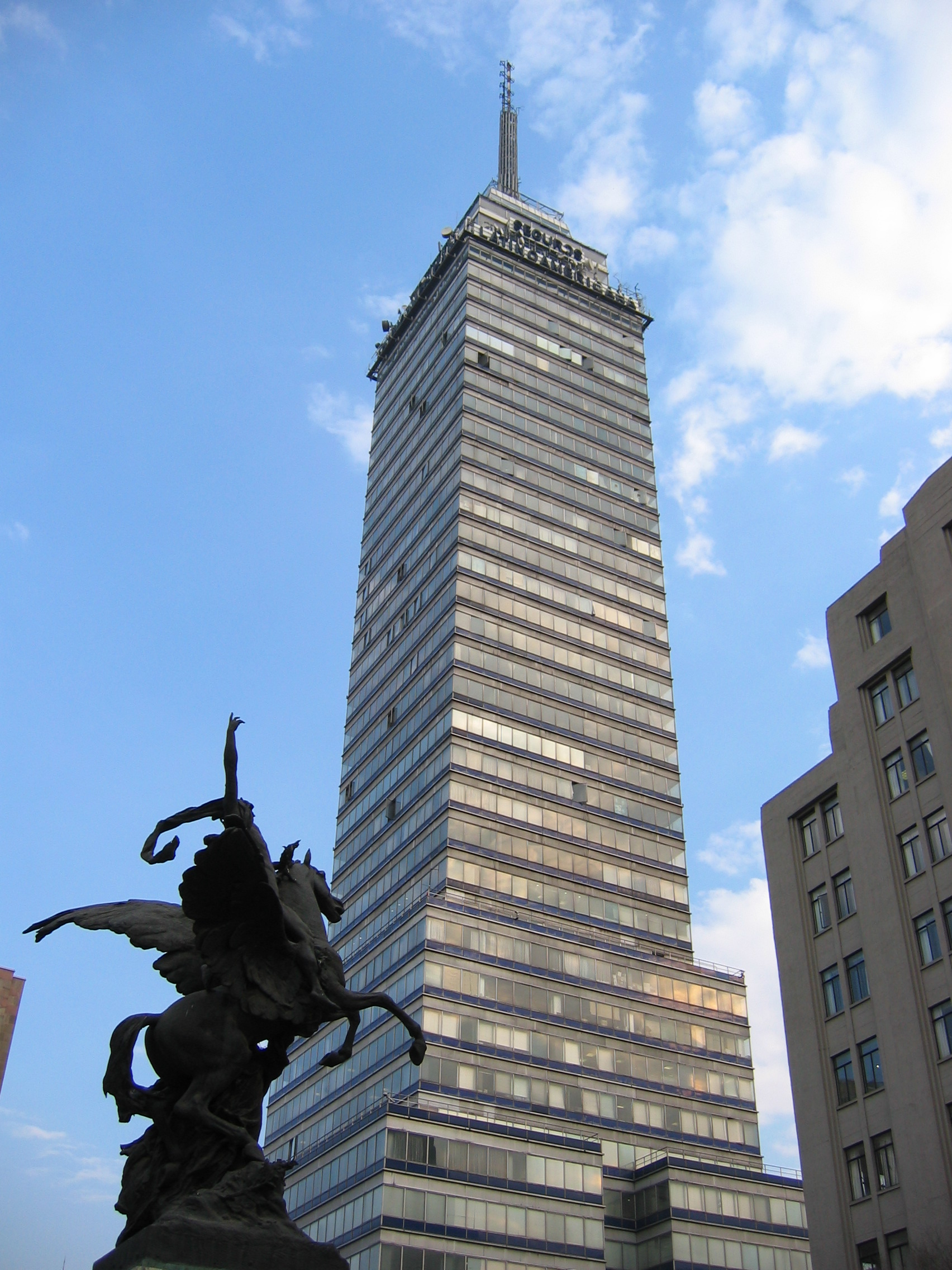
Torre Latinoamericana (Mỹ Latinh bùng cháy), Tòa cao ốc đầu tiên ở Mỹ Latinh

México tuyên bố độc lập vào năm 1821 sau khi ông cùng nghĩa quân của mình tiến vào thành phố. Trong khi đó việc từ chức của Iturbide đã giữ cho hầu hết các công trình cổ còn lại nguyên vẹn. México sau đó đã tuyên bố là một nước cộng hòa năm 1824 với thành phố México là thủ đô quốc gia . Tình trạng bất ổn kéo dài vài thế kỷ sau đó và là kết quả của các hành động vũ lực để kiểm soát đất nước. Quận Liên Bang México được thành lập bởi chính phủ mới và được ghi vào trong Hiến pháp mới, khái niệm về một quận liên bang được phỏng theo Hiến pháp Hoa Kỳ. Trước đó, thành phố Mexcico giữ vai trò là trung tâm chính quyền đầy đủ của cả Bang México và đất nước. Texcoco và sau đó là Toluca trở thành thủ phủ của Bang México. Trong chiến tranh Hoa Kỳ-México, các lực lượng Hoa Kỳ đã hành quân tới gần thành phố sau khi chiếm được Veracruz. Cuộc xung đột lên đến đỉnh điểm với việc đột kích của lực lượng Hoa Kỳ vào Lâu đài Chapultepec ở bên trong thành phố. Hiệp ước Guadalupe Hidalgo được ký tại nơi mà nay thuộc về phía cực bắc của thành phố. Các sự kiện như Chiến tranh Cải cách đã để lại một thành phố tương đối hoàn chỉnh và thành phố tiếp tục phát triển sau đó, đặc biệt là dưới thời Tổng thống Porfirio Díaz. Trong thới kỳ này, thành phố phát triển các cơ sở hạ tầng hiện đại như đường phố, trường học, hệ thống vận tải và truyền thông. Tuy nhiên, chế độ này chỉ tập trung tài sản vào tay một số người trong khi phần còn lại trong xã hội sống trong cảnh nghèo nàn. Tình trạng này đã dẫn đến cuộc Cách mạng Mexico. Hầu hết các biểu tượng cho giai đoạn này của thành phố là La decena trágica ("10 ngày bi thương"), một cuộc đảo chính chống lại Tổng thống Francisco I. Madero và Phó Tổng thống José María Pino Suárez. Victoria Huerta, Tổng chưởng lý của Quân đội Liên bang đã nắm lấy quyền lực và bắt hai người phải viết đơn từ chức. Cả hai sau đó bị giết trên đường đến nhà tù

### Thế kỷ 20 đến nay
Lịch sử thành phố México từ thế kỷ 20 tới nay nổi bật bởi sự phát triển nhanh chóng cũng như về môi trường và chính trị của mình. Năm 1900, dân số thành phố México chỉ khoảng 500.000 người . Thành phố bắt đầu phát triển nhanh về hướng tây trong những năm 1950 với việc Torre Latinoamericana là tòa cao ốc đầu tiên. Thế Vận Hội năm 1968 đem lại nhiều công trình thuận lợi cho việc tổ chức các sự kiện thể thao tầm cỡ. Năm 1969, hệ thống Tàu điện ngầm được khánh thành. Dân số thành phố México bùng nổ bắt đầu từ thập niên 1960, với những khu dân cư đông đúc kéo dài từ trong ranh giới thành phố cho đến tận Bang México lân cận, đặc biệt là ở phía bắc, tây bắc và đông bắc. Từ năm 1960 đến 1980, dân số thành phố đã tăng gấp đôi lên 8.831.079. Năm 1980, một nửa số người làm trong các ngành kỹ nghệ trong cả nước sống ở thủ đô. Với sự phát triển quá nóng, chính quyền thành phố chỉ cung cấp vừa đủ các dịch vụ cho người dân. Những người dân từ các vùng nông thôn đổ về thủ đô để mong thoát khỏi cành nghèo nàn cũng đã góp phần làm cho tình hình thành phố thêm xấu đi. Những người này không có nhà để ở và rốt cuộc họ phải tìm đến những vùng ngoại ô và tạo nên những khu ổ chuột rộng lớn. Vấn đề ô nhiếm không khí và nguồn nước của thành phố khá trầm trọng và thành phố này đang thấp dần vì nạn khai thác nước ngầm quá mức. Tình hình ô nhiếm đã được cải thiện ở một số khu vực cùng với các dự án của chính quyền như nâng cấp các loại phương tiện và hiện đại hóa như xe máy, ôtô... nói riêng, các phương tiện giao thông công cộng nói chung
Các chính quyền độc đoán đã cầm quyền ở thành phố Mexico từ Cách mạng đã dần trở nên khoan dung hơn, chủ yếu vì những phát triển kinh tế từ sau Thế chiến II. Tuy nhiên nhiều vấn đề về dân sinh cũng như môi trường còn có những bất cập. Ngày 19/9/1985, thành phố México đã bị tàn phá bởi một trận động đất mạnh 8,1 độ richter. Mặc dù mức độ phá hủy cũng như thương vong không lớn như ở một số trận động đất khác trên thế giới,nhưng nó đã chứng tỏ sự yếu kém của hệ thống chính trị một đảng. Chính quyền đã bị tê liệt vì nạn quan liêu và tham nhũng, bắt buộc những người dân bình thường không chỉ phải tạo lập và điều khiển lẫn nhau để giải thoát mình mà còn phải tự nỗ lực tái thiết những ngôi nhà bị phá hủy. Sự bất bình này cuối cùng đã dẫn đường cho Cauhtémoc Cárdenas, một thành viên của Đảng Cách mạng Dân chủ trở thành thị trưởng đầu tiên thông qua bầu cử ở thành phố México vào năm 1997. Cárdenas đã hứa hẹn một chính quyền dân chủ hơn và đảng của ông đã tuyên bố một số thắng lợi trong việc chống lại tội phạm, ô nhiễm, và các vấn đề chính khác.

## Địa lý

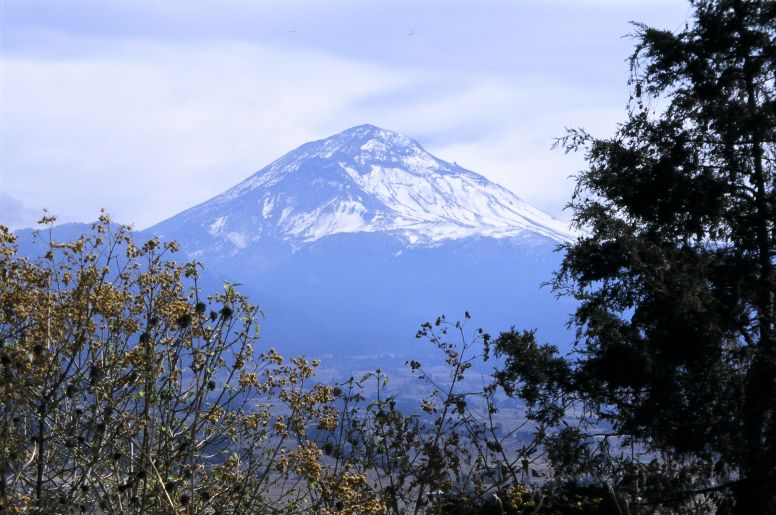
Núi lửa Popocatépetl nhìn từ thành phố

Thành phố Mêxico nằm trên thung lũng cùng tên, đôi khi cũng được gọi là Lòng chảo Mêxico. Thung lũng này nằm trên Vành đai Núi lửa Xuyên Mêxico nằm ở các cao nguyên có độ cao lớn tại phía nam của miền trung đất nước này.. Nơi thấp nhất của thung lũng có độ cao là 2.200 mét (7.217 ft) trên mực nước biển và được bao quanh bởi các ngọn núi cũng như một số núi lửa cao trên 5000 mét . Thung lũng này không có hệ thống sông nào để có thể thoát nước chảy từ những ngọn núi xuống nên thành phố có thể bị nạn lũ lụt đe dọa. Một hệ thống thoát nước nhân tạo được thiết lập bằng cách sử dụng các con kênh và đường hầm bắt đầu vào thế kỷ 17.. Thành phố chủ yếu nằm trên Hồ Texcoco và các hoạt động địa chấn thường xuyên xảy ra tại đây. Hồ nước này bị cạn nước dần từ thế kỷ 17 và khi nó đã cạn hết, thành phố đã được xây dựng trên nó với một nền đất sét bão hòa. Nền đất mềm của thành phố là nguyên nhân gây ra nhiều vụ sập nhà và từ khoảng đầu thế kỷ 20, thành phố đã bị lún trên 9 mét ở một số khu vực. Việc sụt lún của thành phố là nguyên nhân gây ra các vấn đề về quản lý nguồn nước như nạn ngập lụt, đặc biệt là trong mùa mưa. Các khu rừng còn lại của thành phố nằm ở các phía nam của các khu Milpa Alta,
Tlalpan và Xochimilco.

## Khí hậu

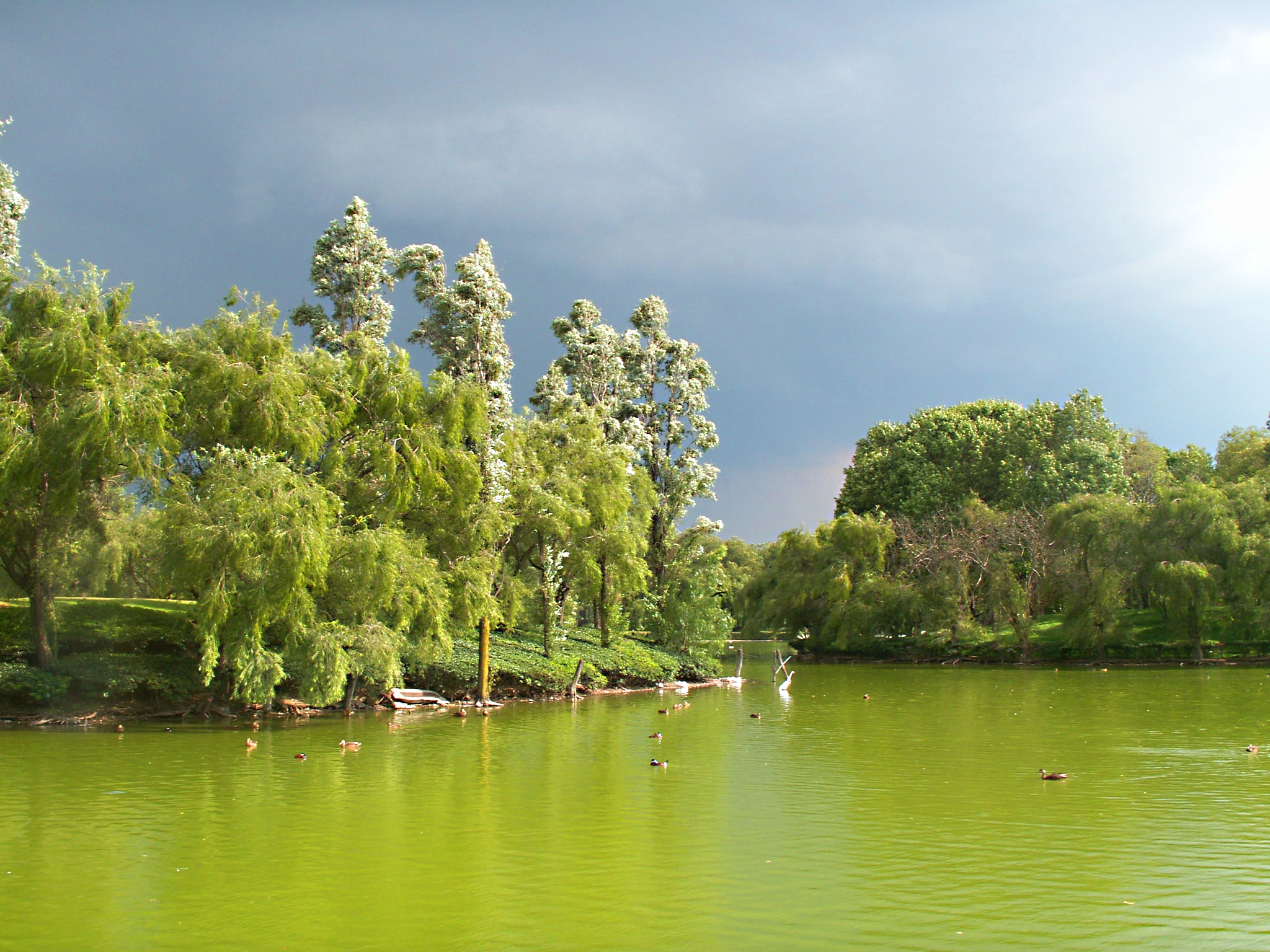
Công viên Tezozmoc

Thành phố Mexico có kiểu khí hậu cao nguyên cận nhiệt đới. Khu vực thấp của thung lũng nhận được ít mưa hơn so với các khu vực thượng du ở phía nam; các khu thấp là Iztapalapa, Iztacalco, Venustiano Carranza và phần phía tây của khu Gustavo A. Madero, các khu vực này thường khô hơn và ấm hơn phần phía nam của các khu Tlalpan và Milpa Alta, có một khu rừng thông và sồi nằm trên rặng núi Ajusco.
Nhiệt độ trung bình của thành phố dao động từ 12˚C đến 16˚C (54 đến 61˚F), phụ thuộc vào độ cao của các khu. Nhiệt độ thấp nhất thường xuất hiện vào tháng 1 và tháng hai, có thể xuống thấp đến -2 đến -5˚C (28 đến 23˚F) và thường đi cùng với tuyết rơi ở vùng phía nam Ajusco, nhiệt độ cao nhất xuất hiện vào cuối xuân và hè và có thể lên trên 32˚C (90˚F). Mưa tập trung chủ yếu vào mùa hè và có thể xuất hiện mưa đá. Trung tâm thung lũng México hiếm khi có tuyết vào mùa đông.
Khu vực Thung lũng México nhận được một hệ thống xoáy nghịch, nghĩa là các cơ gió yếu không thể phân tán bên ngoài lòng chảo, không khí bị ô nhiễm vì có hàng vạn cơ sở công nghiệp và hàng triệu phương tiện giao thông thuộc Vùng đô thị cũng như tại các vùng xa hơn.
Khu vực nhận được 820 milimét (32,3 inch) lượng mưa trung bình năm, tập trung từ tháng 6 đến khoảng tháng 9 hay tháng 10 với hơi ẩm nhiệt đới thổi từ biển vào, các tháng mùa khô còn lại có rất ít hoặc thậm chí không có mưa, độ ẩm tương đối thấp. Mùa khô được phân ra thành thời kỳ lạnh từ tháng 11 đến tháng 2 và thời kỳ ấm từ tháng 3 đến tháng 5.
| Dữ liệu khí hậu của Thành phố México (Tacubaya) 1921–1989         | Dữ liệu khí hậu của Thành phố México (Tacubaya) 1921–1989 | Dữ liệu khí hậu của Thành phố México (Tacubaya) 1921–1989 | Dữ liệu khí hậu của Thành phố México (Tacubaya) 1921–1989 | Dữ liệu khí hậu của Thành phố México (Tacubaya) 1921–1989 | Dữ liệu khí hậu của Thành phố México (Tacubaya) 1921–1989 | Dữ liệu khí hậu của Thành phố México (Tacubaya) 1921–1989 | Dữ liệu khí hậu của Thành phố México (Tacubaya) 1921–1989 | Dữ liệu khí hậu của Thành phố México (Tacubaya) 1921–1989 | Dữ liệu khí hậu của Thành phố México (Tacubaya) 1921–1989 | Dữ liệu khí hậu của Thành phố México (Tacubaya) 1921–1989 | Dữ liệu khí hậu của Thành phố México (Tacubaya) 1921–1989 | Dữ liệu khí hậu của Thành phố México (Tacubaya) 1921–1989 | Dữ liệu khí hậu của Thành phố México (Tacubaya) 1921–1989 |
| Tháng                                                             | 1                                                         | 2                                                         | 3                                                         | 4                                                         | 5                                                         | 6                                                         | 7                                                         | 8                                                         | 9                                                         | 10                                                        | 11                                                        | 12                                                        | Năm                                                       |
| ----------------------------------------------------------------- | --------------------------------------------------------- | --------------------------------------------------------- | --------------------------------------------------------- | --------------------------------------------------------- | --------------------------------------------------------- | --------------------------------------------------------- | --------------------------------------------------------- | --------------------------------------------------------- | --------------------------------------------------------- | --------------------------------------------------------- | --------------------------------------------------------- | --------------------------------------------------------- | --------------------------------------------------------- |
| Cao kỉ lục °C (°F)                                                | 28.2 (82.8)                                               | 29.3 (84.7)                                               | 33.3 (91.9)                                               | 33.4 (92.1)                                               | 33.9 (93.0)                                               | 33.5 (92.3)                                               | 30.0 (86.0)                                               | 28.4 (83.1)                                               | 28.5 (83.3)                                               | 28.9 (84.0)                                               | 29.3 (84.7)                                               | 28.0 (82.4)                                               | 33.9 (93.0)                                               |
| Trung bình ngày tối đa °C (°F)                                    | 21.3 (70.3)                                               | 22.9 (73.2)                                               | 25.5 (77.9)                                               | 26.6 (79.9)                                               | 26.3 (79.3)                                               | 24.7 (76.5)                                               | 23.2 (73.8)                                               | 23.4 (74.1)                                               | 22.5 (72.5)                                               | 22.4 (72.3)                                               | 21.9 (71.4)                                               | 21.2 (70.2)                                               | 23.5 (74.3)                                               |
| Trung bình ngày °C (°F)                                           | 13.6 (56.5)                                               | 15.0 (59.0)                                               | 17.4 (63.3)                                               | 18.7 (65.7)                                               | 19.0 (66.2)                                               | 18.5 (65.3)                                               | 17.4 (63.3)                                               | 17.5 (63.5)                                               | 17.1 (62.8)                                               | 16.2 (61.2)                                               | 14.9 (58.8)                                               | 13.9 (57.0)                                               | 16.6 (61.9)                                               |
| Tối thiểu trung bình ngày °C (°F)                                 | 5.9 (42.6)                                                | 7.0 (44.6)                                                | 9.2 (48.6)                                                | 10.7 (51.3)                                               | 11.7 (53.1)                                               | 12.3 (54.1)                                               | 11.5 (52.7)                                               | 11.5 (52.7)                                               | 11.6 (52.9)                                               | 9.9 (49.8)                                                | 7.8 (46.0)                                                | 6.5 (43.7)                                                | 9.6 (49.3)                                                |
| Thấp kỉ lục °C (°F)                                               | −4.1 (24.6)                                               | −4.4 (24.1)                                               | −4.0 (24.8)                                               | −0.6 (30.9)                                               | 3.7 (38.7)                                                | 4.5 (40.1)                                                | 5.3 (41.5)                                                | 6.0 (42.8)                                                | 1.6 (34.9)                                                | 0.0 (32.0)                                                | −3.0 (26.6)                                               | −3.0 (26.6)                                               | −4.4 (24.1)                                               |
| Lượng Giáng thủy trung bình mm (inches)                           | 7.6 (0.30)                                                | 5.6 (0.22)                                                | 10.4 (0.41)                                               | 23.1 (0.91)                                               | 56.5 (2.22)                                               | 134.9 (5.31)                                              | 161.4 (6.35)                                              | 153.4 (6.04)                                              | 127.8 (5.03)                                              | 54.1 (2.13)                                               | 12.8 (0.50)                                               | 6.9 (0.27)                                                | 754.5 (29.70)                                             |
| Số ngày giáng thủy trung bình (≥ 0.1 mm)                          | 2.21                                                      | 2.41                                                      | 3.65                                                      | 8.05                                                      | 13.44                                                     | 18.15                                                     | 22.39                                                     | 22.30                                                     | 19.24                                                     | 9.71                                                      | 4.13                                                      | 2.34                                                      | 128.02                                                    |
| Số ngày tuyết rơi trung bình                                      | 0.04                                                      | 0.05                                                      | 0.10                                                      | 0.00                                                      | 0.00                                                      | 0.00                                                      | 0.00                                                      | 0.00                                                      | 0.00                                                      | 0.00                                                      | 0.00                                                      | 0.00                                                      | 0.19                                                      |
| Độ ẩm tương đối trung bình (%)                                    | 56                                                        | 49                                                        | 45                                                        | 46                                                        | 55                                                        | 66                                                        | 73                                                        | 73                                                        | 74                                                        | 78                                                        | 72                                                        | 60                                                        | 62                                                        |
| Số giờ nắng trung bình tháng                                      | 208.2                                                     | 212.1                                                     | 228.6                                                     | 209.4                                                     | 196.9                                                     | 152.6                                                     | 144.2                                                     | 158.4                                                     | 139.1                                                     | 177.0                                                     | 198.5                                                     | 186.5                                                     | 2.211,5                                                   |
| Nguồn 1: Colegio de Postgraduados Servicio Meteorológico Nacional |                                                           |                                                           |                                                           |                                                           |                                                           |                                                           |                                                           |                                                           |                                                           |                                                           |                                                           |                                                           |                                                           |
| Nguồn 2: NOAA (nắng 1961–1990)                                    |                                                           |                                                           |                                                           |                                                           |                                                           |                                                           |                                                           |                                                           |                                                           |                                                           |                                                           |                                                           |                                                           |

## Hành chính

16 khu của Thành phố Mexico

Đặc khu Liên bang được chia thành 16 "delegaciones" hay các khu. Mặc dù các khu này chưa đủ chức năng để tương đương với một khu đô thị tự trị, song 16 khu này có một số quyền tự trị đáng kể. Từ năm 2000, người đứng đầu các khu đã được bầu theo hình thức phổ thông đầu phiếu (trước đó do Thị trưởng Quận Liên bang bổ nhiệm). Thành phố México được định nghĩa tương đương với Đặc khu Liên bang, hầu hết các dịch vụ công của thành phố được đáp ứng bởi Chính quyền Đặc khu Liên bang chứ không phải bởi chính quyền cấp khu, điều này ngược lại với các bang khác ở México vì chính quyền các đô thị tự trị thuộc các bang là cấp chủ yếu phục vụ các dịch vụ công. 16 khu của Đặc khu Liên bang là:
- Álvaro Obregón
- Azcapotzalco
- Benito Juárez
- Coyoacán
- Cuajimalpa
- Cuauhtémoc
- Gustavo A. Madero
- Iztacalco
- Iztapalapa
- Magdalena Contreras
- Miguel Hidalgo
- Milpa Alta
- Tláhuac
- Tlalpan
- VenustianoCarranza
- Xochimilco

Các khu được chia tiếp thành hàng trăm colonias hay các khu phố, chính quyền đơn vị này không có quyền tự quản hay đại diện. Tên của đơn vị hành chính này có nghĩa là "thuộc địa" hay "khu kiều dân", xuất hiện từ cuối thế kỷ 19 đến đầu thế kỷ 20 khi một trong những khu đô thị phát triển đầu tiên bên ngoài trung tâm thành phố là dành cho những người thực dân Pháp định cư. Một vài colonias được biết đến như: Condesa được biết đến với kiểu kiến trúc Art Deco và là một trung tâm nghệ thuật của thành phố; Santa Fe là một tring tâm thương mại và tài chính đang phát triển; Roma là một trong những khu phố cổ nhất thành phố. 

## Y tế
Thành phố Mexico là nơi có các bệnh viện tư nhân tốt nhất của đất nước, bao gồm Bệnh viện Ángeles, Bệnh viện ABC và Médica Sur. Cơ quan chăm sóc sức khỏe công cộng quốc gia dành cho nhân viên trong khu vực tư nhân, IMSS, có các cơ sở lớn nhất tại Thành phố Mexico - bao gồm Trung tâm Y tế Quốc gia và Trung tâm Y tế La Raza - và có ngân sách hàng năm hơn 6 tỷ peso. IMSS và các cơ quan y tế công cộng khác, bao gồm ISSSTE (Viện Bảo hiểm Xã hội Nhân viên Lĩnh vực Công) và Bộ Y tế Quốc gia (SSA) duy trì các cơ sở chuyên môn lớn tại thành phố. Các cơ sở này bao gồm Viện Tim mạch Quốc gia, Viện Dinh dưỡng, Viện Tâm thần, Viện Ung thư, Viện Nhi khoa, Viện Phục hồi chức năng, và nhiều cơ sở khác.

## Nhân khẩu

Đại đô thị México, trải dài đến các bang México và Hidalgo

Về mặt lịch sử, từ thời Tiền Tây Ban Nha, thung lũng Anáhuac đã là một trong những khu vực có mật độ dân số cao nhất tại México. Khi Quận Liên bang được thành lập vào năm 1824, khu vực đô thị của thành phố México được mở rộng xấp xỉ diện tích của khu Cuauhtémoc ngày nay. Bắt đầu thế kỷ 20, quá trình đô thị hóa phát triển và những người di cư đổ về khu vực phía tây và nam của thành phố và chẳng bao lâu các đô thị nhỏ Micoac và San Ángel được sáp nhập vào thành phố. Theo thống kê năm 1921, dân số thành phố México có dưới một triệu người và trong đó 54,78% dân số thành phố tự nhận mình là người Mestizo (lai giữa người da đỏ và người Âu), 22,79% tự nhận là người Âu và 18,74% tự nhận là người da đỏ.
Đến thập niên 1980, Quận Liên bang đã trở thành thực thể liên bang đông dân nhất México, nhưng từ sau đó dân cư thành phố đã ổn định ở mức khoảng 8,7 triệu người. Sự phát triển của thành phố đã vươn ra xa giới hạn của Quận Liên bang đến 59 đô thị tự trị của Bang México và 1 đô thị tự trị của Bang Hidalgo. Vùng đô thị México có xấp xỉ 19,8 triệu người (năm 2008), và đây là một trong những siêu đô thị đông dân nhất trên thế giới. Tuy nhiên, tốc độ tăng dân số hàng năm của Vùng đô thị Thành phố México thấp hơn nhiều sao với các khu vực đô thị lớn khác tại México, một hiện tượng được cho là bởi chính sách phi tập trung hóa. Tỷ lệ di cư thực của Quận Liên bang từ 1995 đến 2000 là gần như tương đương.
Trong khi chiếm 18,74% dân số thành phố, những người da đỏ từ những vùng khác của đất nước México đã nhập cư đến thủ đô để tìm kiếm cơ hội tốt hơn. Các dân tộc da đỏ Náhuatl, Otomí, Mixteco, Zapoteco, và Mazahua là những ngôn ngữ bản xứ có số lượng người sử dụng lớn nhất tại Thành phố Mexico
Trên một phương diện khác, Thành phố México là nơi sinh sống của nhiều cộng đồng ngoại kiều và những người nhập cư, đáng kể nhất là từ Nam Mỹ (chủ yếu từ Argentina), và Châu Âu (chủ yếu là Tây Ban Nha và Đức) , Trung Đông (chủ yếu từ Liban và Syria. và gần đây là từ Châu Á (chủ yếu đến từ Trung Quốc và Hàn Quốc). Mặc dù không số liệu chính thức, dân số của những cộng đồng này khá đáng kể. Thành phố Mexco là thành phố có nhiều công dân Hoa Kỳ sinh sống nhất bên ngoài nước này. Một số ước tính lên tới 600.000 người, trong khi Cục thống kê Hoa Kỳ ước tính năm 1999 có khoảng trên 440.000 người Mỹ sống ở Vùng đô thị Thành phố México

### Tôn giáo
Đại đa số (90,5%) cư dân của Thành phố México là tín đồ Công giáo La Mã, cao hơn bình quân cả nước cho dù đã có sự suy giảm so với những thập kỷ trước. Tuy nhiên, nhiều tôn giáo cũng như triết lý sống khác cũng tồn tại trong thành phố như các nhóm giáo phái Tin Lành hay các nhóm Do Thái giáo, Phật giáo, Hồi giáo cũng như thuyết vô thần

## Biểu tượng

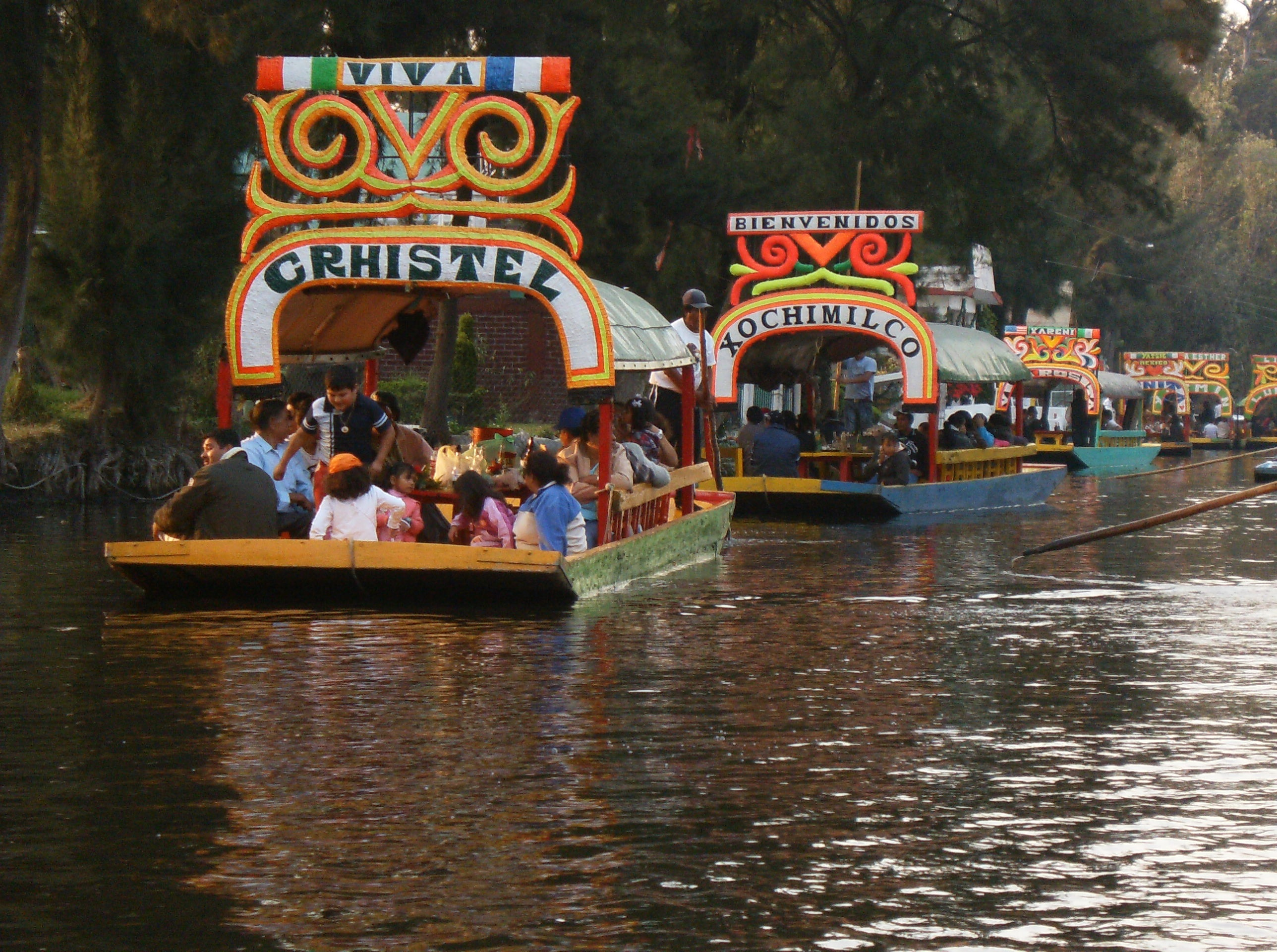
Trajineras ở Xochimilco

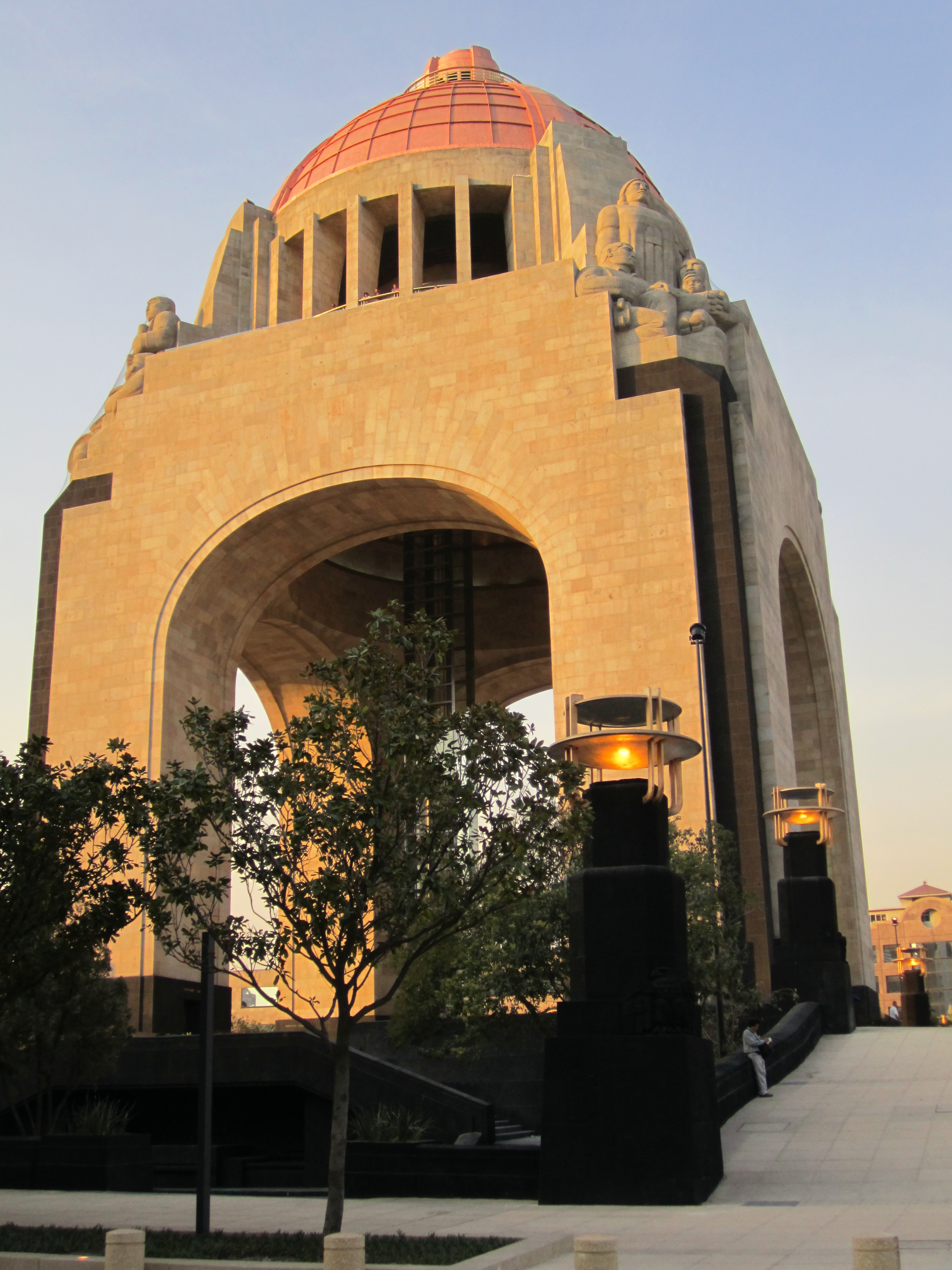
Đài tưởng niệm Cách mạng Mexico.

Trung tâm Lịch sử (Centro Histórico) và "những khu vườn nổi" ở khu Xochimilco đã được UNESCO công nhận là Di sản Thế giới vào năm 1987. Các biểu tượng nổi tiếng tại Trung tâm Lịch sử bao gồm Plaza de la Constitución (Quảng trường Hiến pháp) (Zócalo), là một quảng trường chính ở khu vực trung tâm với thời kỳ xung đột giữa Nhà thờ lớn Chính quốc thời kỳ Tây Ban Nha và Cung điện Quốc gia, và Delran, một đền thờ Aztec cổ.
Hầu hết biểu tượng được mọi người công nhận của Thành phố Mexico là Tượng Thiên thần Độc lập bằng vàng, dựa trên địa thế rộng rãi, tao nhã của Đại lộ Páeo de la Reorma, được thiết kế theo chỉ thị của Hoàng đế Maximilian của Mexico tiếp sau Đại lộ Champs-Élysées ở Paris. Đại lộ này là tuyến lộ cổ nhất Châu Mỹ trong thế kỷ 19, kết nối Cung điện Quốc gia (trụ sở chính phủ) với Lâu đài Chapultepec, dinh thự của hoàng đế. Ngày nay, đại lộ này là khu vực tài chính quan trọng và nhiều Công ty chứng khoán đặt trụ sở trên tuyến đường này. Các đại lộ quan trọng khác là Avenida de los Insurgentes, dài tới 28,8 km (17,9 mi) và là một trong những đại lộ đô thị dài nhất thế giới.
Lâu đài Chapultepec nay là một bảo tàng trên một ngọn đồi và có thể nhìn thấy các bảo tàng, các đài tưởng niệm và sở thú quốc gia cũng như Bảo tàng Nhân loại học. Tổng cộng, thành phố có khoảng 160 bảo tàng, 100 nhà triển lãm nghệ thuật và khoảng 30 nhà hát, chúng đều duy trì được các hoạt động văn hóa trong suốt cả năm. Thành phố đứng thứ 4 về số lượng nhà ca kịch trên thế giới sau New York, Luân Đôn, và Toronto và là thành phố có nhiều bảo tàng nhất thế giới.

## Giao thông

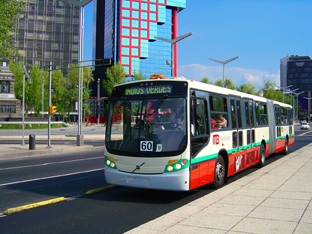
Metrobús tại Đại lộ Insurgentes (Đại lộ Khởi nghĩa)

Thành phố México được phục vụ bởi Sistema de Transporte Colectivo Metro, một hệ thống tàu điện ngầm dài 207 km, lớn nhất khu vực Mỹ Latinh. Đoạn đầu tiên của hệ thống bts đầu hoạt động vào năm 1969 và sau đó được mở rộng với 11 tuyến và 175 nhà ga. Một hệ thống tàu ngoại ô, được gọi là Tren Suburbano, kết nối trung tâm thương mại của thành phố tới các khu ngoại ô phía bắc. Tuyến tàu điện ngầm thứ 12 đang được xây dựng và khi hoàn thành sẽ nâng chiều dài của toàn tuyến thêm 25 km. Hệ thống tàu điện ngầm của thành phố là một trong những hệ thống vận chuyển bận rộn nhất thế giới với xấp xỉ 4,5 triệu người hàng ngày, chỉ kém các tuyến xe điện ngầm ở Moskva (7,5 triệu), Tokyo (5,9 triệu) và New York (5,1 triệu). Hệ thống giao thông công cộng này được trợ cấp với tiền vé rẻ nhất thế giới, mỗi chuyến đi chỉ phải trả 3 Peso Mexico và hành khách có thể đi đến hầu khắp các nơi trong thành phố từ 5 giờ sáng đến nửa đêm. Một vài ga tàu trưng bày những đồ khảo cổ và các kiến trúc từ thời tiền Colombo được phát hiện trong quá trình xây dựng hệ thống tàu điện ngầm. Tuy nhiên, tàu điện ngầm không đi đến những khu vực ngoài ranh giới Đặc khu Liên bang và bởi vậy đi bằng xe bus vẫn là một lựa chọn phổ biển. Các xe bus được quản lý bởi các công ty tư nhân và được phép kéo dài lộ trình với điều kiện vẫn đảm bảo được chất lượng phục vụ.
Chính quyền thành phố cũng điều khiển hoạt động của một mạng lưới các xe bus lớn, tương phản với các xe bus nhỏ của tư nhân (peseros), với tiền vé vượt trội so với xe điện ngầm. Ngoài ra còn có một vài tuyến xe điện và tuyến tàu hỏa Ánh sáng Xochimilco, cả hai được điều hành bởi Servicio de Transportes Eléctricos. Tuyến xe điện cuối cùng tại khu vực trung tâm đã đóng cửa năm 1979, nhưng đang có kếch hoạch tái sử dụng chúng để làm tăng thêm tính lịch sử cho khu vực trung tâm. Tuyến xe bus nhanh đầu tiên trong thành phố, Metrobús, bắt đầu hoạt động vào tháng 5 năm 2005, cùng với kỷ niệm Ngày khởi nghĩa. Một tuyến thứ hai đã được xây dựng dọc theo Eje 4 Sur, bắt đầu hoạt động vào tháng 12 năm 2008  và tuyến thứ ba được mở vào tháng 2 năm 2011.

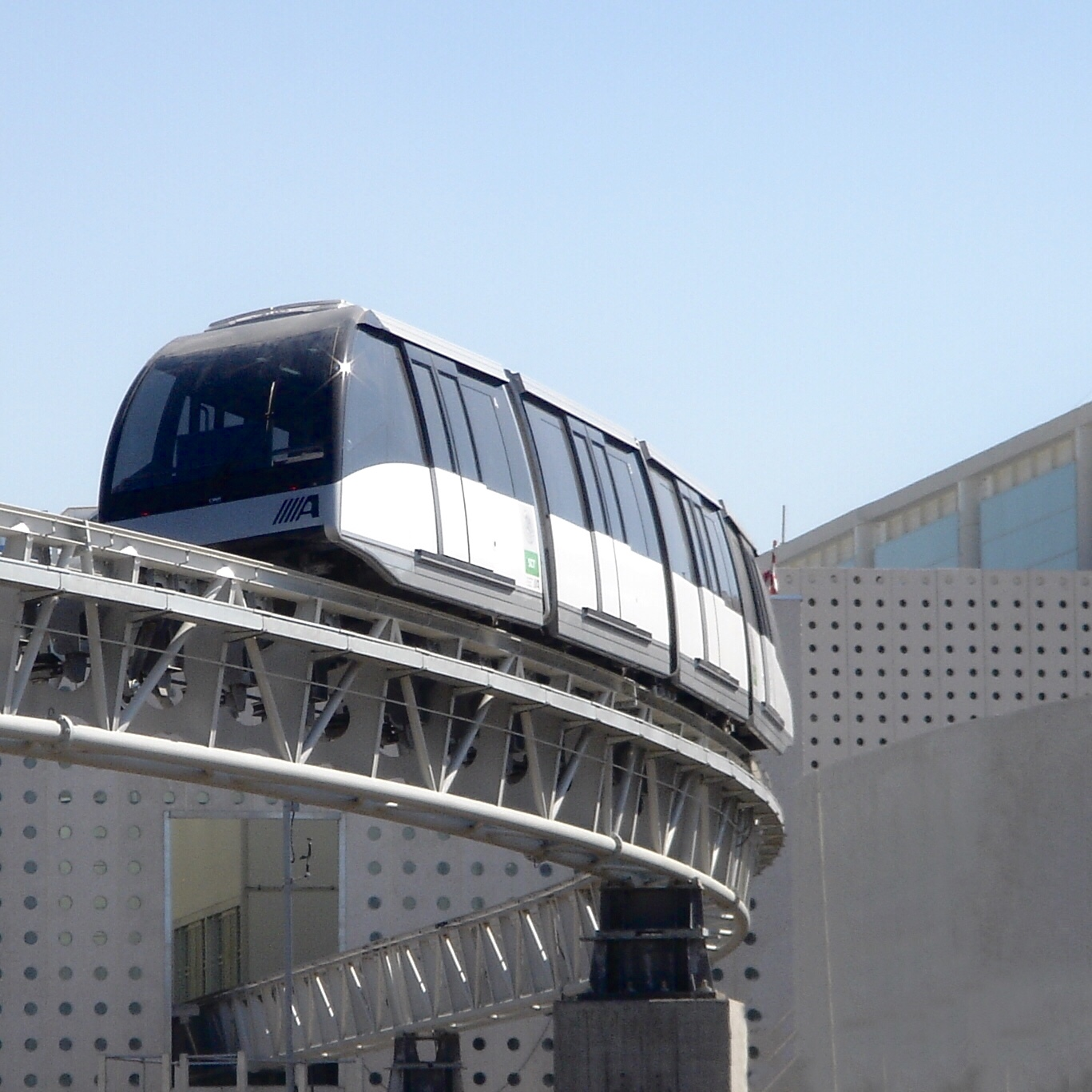
Tuyến tàu ngắn ở Sân bay quốc tế Thành phố México

Sân bay quốc tế Thành phố México phục vụ giao thông bằng hàng không cho thành phố. Đây là sân bay bận rộn nhất và lớn nhất Mỹ Latinh, với các chuyến bay hàng ngày đến Bắc Mỹ, Trung Mỹ, Caribe, Nam Mỹ, Châu Âu, Châu Á cũng như các chuyến bay nội địa. Aeroméxico (Skyteam) và Mexicana (Oneworld) đặt trụ sở tại sân bay này, và cung cấp các thỏa thuận với các Hãng hàng không nước ngoài để nối chuyến đến toàn cầu. Sân bay phục vụ trên 26 triệu hành khách mỗi năm
Thành phố có 4 trạm xe bus chính (Bắc, Nam, Observatorio (Đài Thiên Văn), TAPO), là một trong những tổ hợp chuyên chở lớn nhất thế giới, xe bus đi tới nhiều thành phố khắp nước và có kết nối quốc tế. Thành phố có một ga tàu hỏa, được sử dụng cho các mục đích thương mại và công nghiệp (chuyên chở giữa các bang gần như không tồn tại ở Mexico).
Vào cuối thập kỷ 1970 có nhiều trục đường chính đã được thiết kế lại thành "ejes viales"; đường một chiều có dung lượng lớn, có thể băng từ đầu này tới đầu bên kia của thành phố. Để giải quyết vấn đề môi trường, thành phố đã lập ra ngày không lái xe "Hoy No Circula", dựa vào số cuối của biển xe để lưu thông trong một số ngày nhất định

## Giáo dục

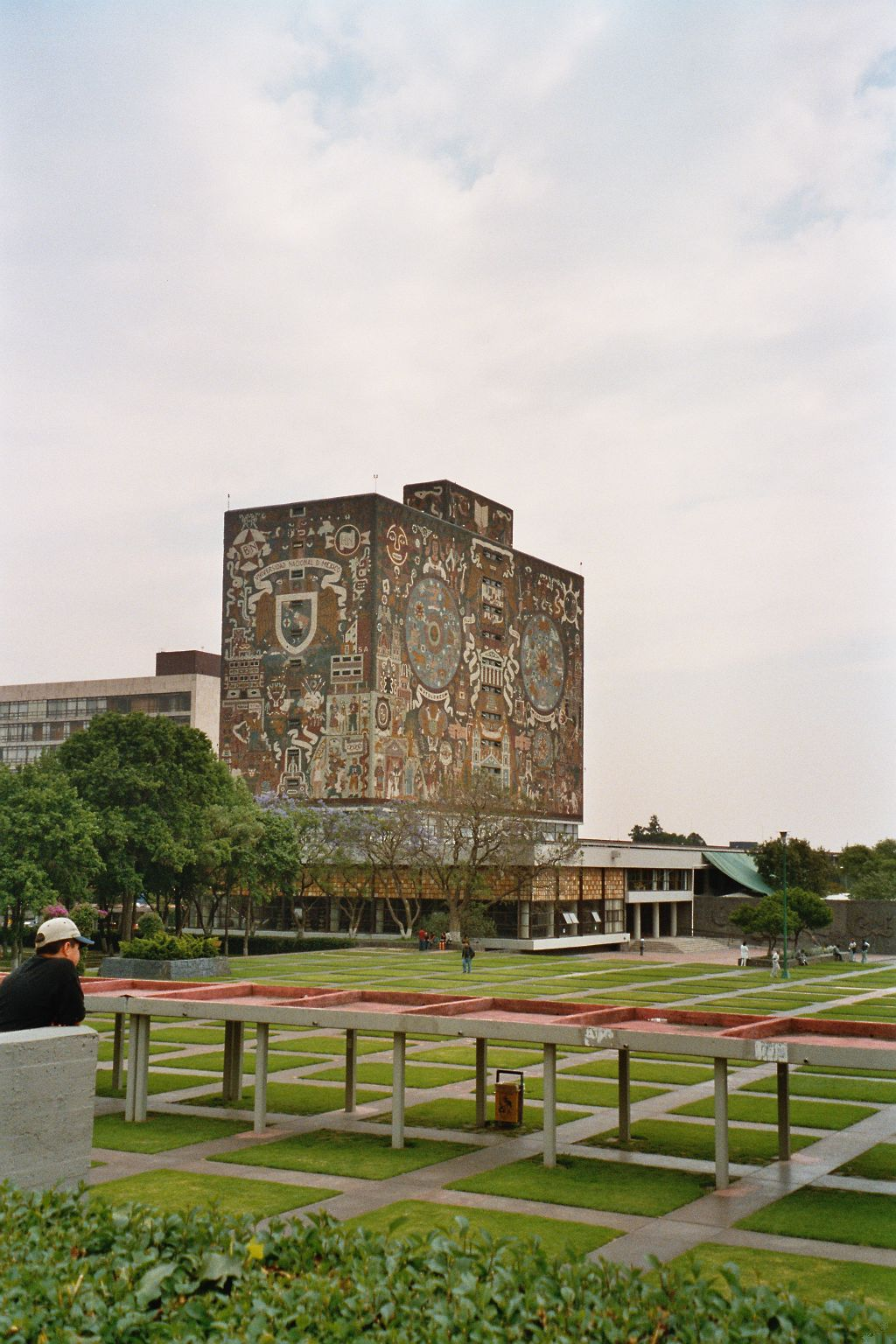
Đại học Quốc gia Tự trị Mexico (National Autonomous University of Mexico) (UNAM)

Trường đại học cổ thứ nhì của Châu Mỹ, Đại học Quốc gia Tự trị Mexico (UNAM) nằm tại Thành phố Mexico. Đây là đại học lớn nhất toàn lục địa với 305.969 sinh viên đang theo học. Ba người từng được trao giải Nobel, một số doanh nhân hàng đầu Mexico và hầu hết các tổng thống Mexico ngày nay đều từng là sinh viên cũ của trường. UNAM xếp thứ 45 trong số 200 Trường Đại học Thế giới và là trường đại học nói tiếng Tây Ban Nha có thứ hạng cao nhất. Một khu các trường đại học, được gọi là Ciudad Universtaria (Thành phố đại học), đã được UNESCO công nhận là Di sản Thế giới năm 2007.
Học viện giáo dục bậc cao lớn thứ nhì là Học viện Bách khoa Quốc gia (IPN), các cơ sở giáo dục bậc cao khác trong thành phố là Đại học Tự trị Thủ đô (UAM), ITAM, ITESM (3 khu), Universidad Panamerica (Đại học Liên Mỹ) (UP), Universidad Anáhuac, Đại học Quốc tế Liên minh (AIU), Universidad Iberoamerica, El Colegio de Mexico (Colmex), Escuela Libre de Derecho và Centro de Investigación y Docencia Económica, (CIDE).

## Truyền thông
Thành phố Mexico là trung tâm của ngành công nghiệp truyền hình, âm nhạc và phim truyện của cả khu vực Mỹ Latinh. Đây cũng là trung tâm quan trọng nhất của ngành in và xuất bản Mexico. Hàng chục các tờ nhật báo được xuất bản trong thành phố, như El Universal, Excélsior, Reforma và La Jornada. Các tạp chí hàng đầu là Expansión, Proceso, Poder, hay ấn bản địa phương của tạp chí Vogue.
Hai công ty truyền thông lớn nhất trong cộng đồng các nước nói tiếng Tây Ban Nha là Televisa và TV Azteca có trụ sở tại thành phố Mexico. Các mạng truyền hình khác gồm có Canal 11, Canal 22, Cadena Tres, Teveunam và 11 kênh truyền hình miễn phí.
Thành phố cũng là trung tâm của ngành công nghiệp quảng cáo. Hầu hết các hãng quảng cáo lớn có tầm cỡ quốc tế đều có văn phòng tại thành phố, có thể kể đến là Grey, JWT, Leo Burnett, Euro RSCG, BBDO, Ogilvy, Saatchi & Saatchi, và McCann Erickson. Nhiều hãng địa phương cũng khá thành công trong lĩnh vực này như Alazraki, Olabuenaga/Chemistri, Terán, Augusto Elías, và Clemente Cámara.

## Mua sắm

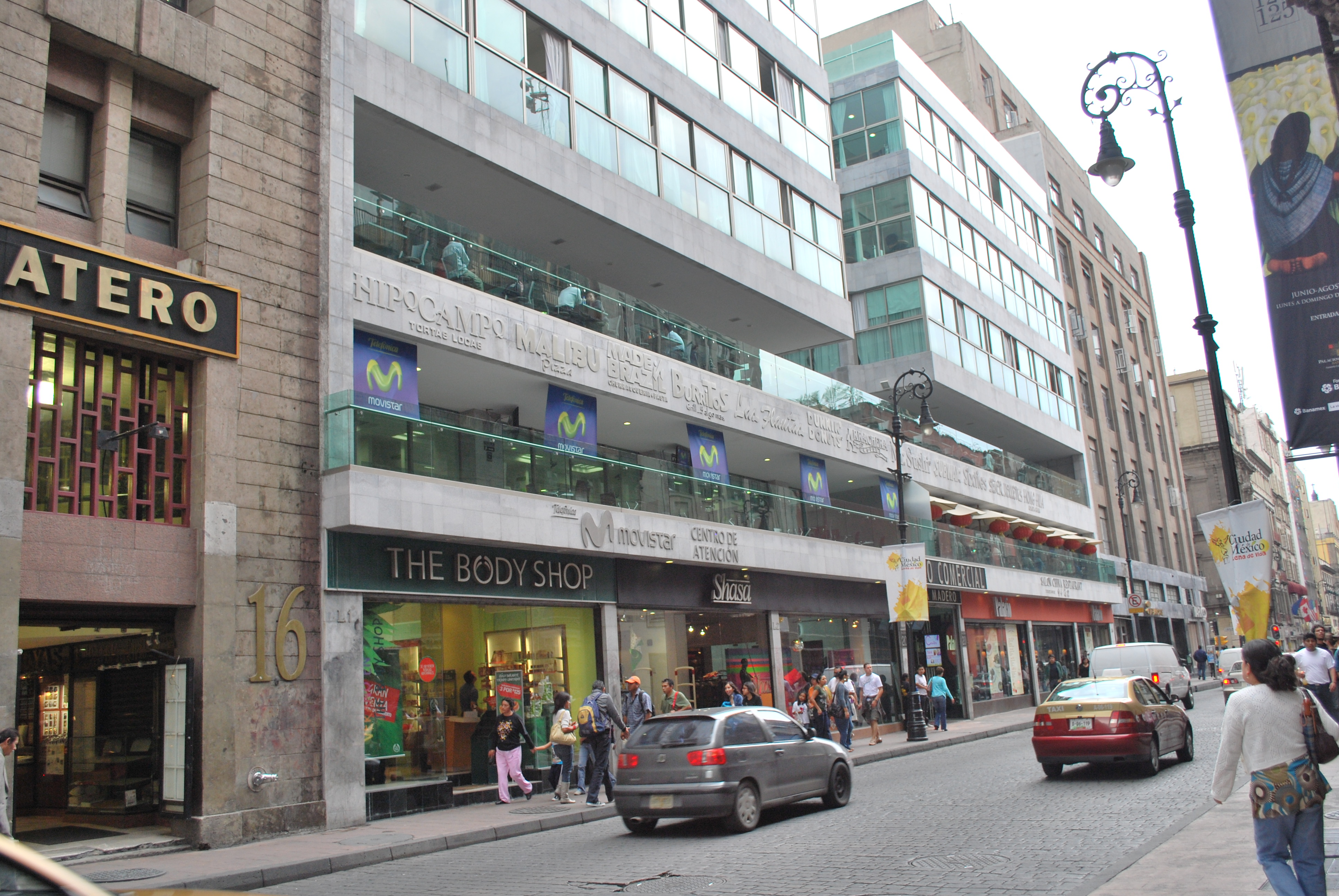
Các cửa hàng ở khu trung tâm thương mại Thành phố Mexico

Thành phố Mexico kihá rộng lớn và có nhiều tần lớp người tiêu dùng khác nhau, với hàng nghìn sự lựa chọn từ những thứ đồ ăn giản đơn đến những hàng hóa cấp cao. Khu vực trung tâm thương mại của thành phố được biết đến là khu bán lẻ chuyên dụng với giá cả thấp hơn. Mercado La Merced là một trong những nơi cổ nhất của thành phố và được coi là phiên bản thu nhỏ và cổ kính của Central de Abastos, nơi hàng nghìn món hàng được bán. Mercado de Jamaica đặc trưng với hoa tươi.
Calle Dolores, một khu phố tại Avenida Juárez được biết đến là một khu Phố Tàu của Thành phố Mexico. Khu phố gồm nhiều cửa hiệu bán những đồ dùng quan trọng của người Hoa với những nhà hàng bán món vịt quay Bắc Kinh. Xa ra phía ngoài, khu dân cư Zona Rosa là nơi có vài khu phố được miêu tả là Phố Hàn (Quốc).
Có hàng trăm cửa hàng bán lẻ hiện đại khắp thành phố. Có một số trung tâm hay phố mua sắm lớn, bao gồm Phố buôn bán Santa Fé với 300 cửa hiệu, nhà hàng và rạp chiếu phim. Các nơi khác có thể kể đến là Plaza Universidad, Plaza Satélite, Galerías Insurgentes, Galerías Coapa, Parque Delta, Parque Lindavista, Pabellón Polanco, Pabellón Bosques, Mundo E, Perinorte and Plaza Lindavista.

## Tương lai phát triển
Hiện tại Thành phố Mexico có trên 30 dự án xây dựng các tòa nhà siêu cao tầng trong thời gian tới. Cùng với tốc độ tăng trưởng cao của nền kinh tế Mexico cũng như thu nhập bình quân đầu người trong nước, tầng lớp thượng lưu và trung lưu phát triển ngày càng đông. Các trung tâm mua sắm và dịch vụ cao cấp sẽ tiếp tục được xây dựng ngày một nhiều trong thập kỷ 2010-2020 khi GDP của México được một số dự báo là sẽ tăng ít nhất là gấp đôi trong giai đoạn này. Những vấn đề thách thức như quá tải dân số, ô nhiễm hay phân bổ thu nhập và chi phí sinh hoạt đắt đỏ được cho rằng vẫn là những mâu thuẫn trong xã hội khi số người thuộc tầng lớp trên trở nên đông đảo hơn.
Hiện tại chính quyền thành phố México đang cố gắng thực hiện vài dự án không chỉ để khắc phục hậu quả của tình trạng bùng nổ dân số vào khoảng thời gian trước đây mà còn hồi sinh những di sản từ thời Tiền Colombo. Các dự án như phục hồi hoàn toàn các kim tự tháp của Teotihuacan, cải tạo có giới hạn Hồ Texcoco và hồi sinh khu vực quận Xochimilco lịch sử.
Chính quyền Thành phố México cũng đã cố gắng làm giảm việc nhập cư đến thành phố từ các khu vực nông thôn bằng những việc như tăng đầu tư, hạn chế ô nhiễm, giảm tỷ lệ tội phạm, tận dụng những dịch vụ công cộng cơ bản và di dời các cơ sở công nghiệp nặng ra xa các trung tâm dân cư.